# Aktaj (cráter)
Aktaj es un cráter de impacto del planeta Marte situado a 20.6° Norte y 46.6° Oeste (20.4° Norte y 313.4° Este). El impacto causó una abertura de 4.9 kilómetros de diámetro en la superficie del cuadrángulo MTM 20047 del planeta. El nombre fue aprobado en 1988 por la Unión Astronómica Internacional en honor a la localidad de Aktaj (Rusia).